# 第4号交响曲 (西贝柳斯)
A小调第4号交响曲，作品63，是让·西贝柳斯完成的七首交响曲之一，写于1910年至1911年之间。

## 背景

### 首演
由赫尔辛基爱乐乐团于1911年4月3日在赫尔辛基首演，由西贝柳斯指挥。

## 分析

### 配器
| - 木管樂器 - 長笛：2 - 雙簧管：2 - 單簧管：2（B♭调、A调） - 大管：2 | - 銅管樂器 - 法國號：4（F调、E调） - 小號：2（F调、E调） - 长号：3 | - 定音鼓 | - 鐘琴 - 弦樂器 |

依照工具書《管弦樂作品手冊》指示，上述之配器可簡記為"2 2 2 2—4 2 3 0—tmp+1—str"。

### 乐章
该作品共有四个乐章：
1. 缓慢的中板，半慢板（Tempo molto moderato, quasi adagio），A小调 / 调性不清晰
2. 充满活力的快板（Allegro molto vivace），F大调 / 调性不清晰
3. 广板（Il tempo largo），调性不清晰 / 升C小调
4. 快板（Allegro），A大调 / 调性不清晰，由A小调结束

对于这首作品，西贝柳斯颠倒了古典音乐中第二乐章和第三乐章的传统位置，将慢乐章置于第三。他还以一慢乐章代替传统的快乐章开篇（这与许多巴洛克管弦乐作品的顺序相同）。该作品典型的表演持续35-40分钟。 
增四度在该作品旋律与和弦中占主导地位，但是方式和增四度主导的第3号交响曲截然不同。在一个由大提琴、低音提琴和低音管演奏的黑暗的乐句中，它被直截了当地引出，在一个纯一度C上面以C-D-F♯-E上升。
您的浏览器不支持播放音频。您可以下载音频文件。
该交响乐的大多数主题都涉及增四度；在终曲，大部分的和弦张力就是是由A小调和E♭大调（之间一个增四度）的音之间的碰撞引起的。终曲中重现了A调和和E♭调之间的双音冲突，使得尾声音调混乱；在此中，对立的音符C, A, E♭和F♯（即互对的两个增四度C–F♯、A–E♭）各自都在力求突出——背景是一系列不和谐音程，在大三度和小三度之间有许多冲突。 
您的浏览器不支持播放音频。您可以下载音频文件。
在此段落中，钟琴无果地尝试去强调A大调的短暂建立；但是，在结束时它又奏出连续的C♮（这个音也气势磅礴地展开了这部作品，让乐章和整部交响曲在一个绝望的A小调中结束，没有旋律，也没有节奏的脉动。

## 評價
许多评论家在交响乐中听到了挣扎或绝望的情绪。哈罗德·特鲁斯科特（Harold Truscott）写道：“这部作品……充满了预兆，这可能是……感知到1914年爆发世界大战气氛的无意识结果。” 西贝柳斯当时在他的个人生活中也遭受了恐怖的冲击：1908年，在柏林，他的喉咙上切除了一个恶性肿瘤。蒂莫西·戴（Timothy Day）写道：“手术成功了，但他在恐惧中生活了很多年，一直担心肿瘤会复发，自1908年到1913年，死亡的阴影笼罩了他的生命。” 其他评论家也听到了作品的悲惨之处：一位早期的芬兰评论家埃尔默·迪克托纽斯将此作品戏称为“树皮面包交响曲”，指的是在上个世纪饥荒中，快饿死的斯堪的纳维亚人不得不吃树皮面包才能生存。 
根据西贝柳斯的传记作者埃里克·塔瓦斯特谢纳，该交响乐反映了那个心理分析和反思的时代，当时弗洛伊德和亨利·柏格森也强调无意识的意义:8, 239, 265。他还把第四交响曲称作“心理分析时代最显著的文献之一”:265。甚至西贝柳斯本人也称他的作“一种心理上的交响乐”:239。他的哥哥，精神病医生克里斯蒂安·西贝柳斯，是芬兰第一个讨论心理分析的学者之一。
在他开始创作这部交响乐的前一年，西贝柳斯在中欧遇到了许多他的同辈，包括阿诺德·勋伯格，伊戈尔·斯特拉文斯基等；他与别人的音乐的相遇激起了他自己创作生涯中的危机。他在给他的朋友（和传记作家） 罗莎·纽马奇的信中谈到了这部交响乐：“这是对当今音乐的抗议。 它绝对没有任何花招。”后来，当被问及这部交响曲时，他引用了奥古斯特·斯特林堡的话：“Detärsynd ommänniskorna（有人为全人类感到可惜）”。 
该交响乐曾有一个绰号：“Lucus a non lucendo”（荒谬的推理）。

### 文献
- Hepokoski, James & Dahlström, Fabian: "Jean Sibelius", Grove Music Online, ed. L. Macy (Accessed 3 April 2006), (subscription access)（页面存档备份，存于）
- Truscott, Harold: "Jean Sibelius", in The Symphony, ed. Robert Simpson. Penguin Books Ltd., Middlesex, England, 1967. ISBN 0-14-020773-2
- Day, Timothy: program notes to Sibelius, The Symphonies (Lorin Maazel, Wiener Philharmoniker) (London/Decca CD 430 778-2)
- Parmet, Simon: Sävelestä sanaan: Esseitä. Helsinki: WSOY, 1962.
- Pike, Lionel: Beethoven, Sibelius and 'the Profound Logic'. London: The Athlone Press, 1978. ISBN 0-485-11178-0.
- Tawaststjerna, Erik: Jean Sibelius 3. Helsinki: Otava, 1989. ISBN 951-1-10416-0